# ورشتس (شهرداری)
شهرداری ورشتس (به لاتین: Varshets Municipality) یک شهرداری در بلغارستان است که در استان مونتانا واقع شده‌است.

## خصوصیات
ورشتس ۲۴۰ کیلومترمربع مساحت و ۸٬۱۰۸ نفر جمعیت دارد.